# Responsabilidade social
A responsabilidade social diz respeito ao cumprimento dos deveres e obrigações dos indivíduos e organizações com a sociedade em geral.

## Descrição
Existem várias outras definições para o termo responsabilidade. Podemos citar, entre elas, as seguintes:
Alguns sociólogos entendem como sendo responsabilidade social a forma de retribuir a alguém, por algo alcançado ou permitido, modificando hábitos e costumes ou perfil do sujeito ou local que recebe o impacto.
Podemos citar um exemplo:  A implantação de uma fábrica em uma determinada localidade, cujo espaço era utilizado pelos moradores como pasto para seus animais, ocasionando perda desse acesso, exigindo a criação de novas forma de alcançar o que estava posto e estabelecendo um novo cenário para o local.
Como compensar aos nativos e a natureza por essa "invasão"?
Aplica-se no caso atos contínuos que possam de uma forma adequada compatibilizar a perda dos antigos moradores com meios compensatórios  de forma a evitar o máximo mudanças bruscas.
Observe-se que há outras interpretações.
Um outro exemplo:
Uma empresa que patrocina um time de futebol ou vôlei que supostamente tem condições de se manter sozinho é responsabilidade social?
Sim, desde que a relevância do fato de determinada empresa efetuar tal patrocínio tenha relevância social e seja de amplo aspecto de aplicação.
Tornando mais fácil ao acesso da educação, esporte, cultura, entre outros a comunidade local envolvida.
- Responsabilidade social corporativa

É o conjunto amplo de ações que beneficiam a sociedade e as corporações que são tomadas pelas empresas, levando em consideração a economia, educação, meio ambiente, saúde, transporte, moradia, atividade locais e governo, essas ações otimizam ou criam programas sociais,trazendo benefício mútuo entre a empresa e a comunidade, melhorando a qualidade de vida dos funcionários, quanto da sua atuação da empresa e da própria população.
Responsabilidade Social Empresarial é a forma de gestão ética e transparente que tem a organização com suas partes interessadas, de modo a minimizar seus impactos negativos no meio ambiente e na comunidade. Ser ético e transparente quer dizer conhecer e considerar suas partes interessadas objetivando um canal de diálogo.
Uma organização voltada para o desenvolvimento sustentável ela planeia nos seus negócios um horizonte multidimensional, que engloba e assegura os direitos civis, políticos, econômicos, sociais, culturais e ambientais, na medida em que todos fazem parte de um sistema de obtenção de uma economia solidária.
No cenário mundial contemporâneo percebe-se o processar de inúmeras transformações de ordem econômica, política, social e cultural que, por sua vez, se adaptam aos novos modelos de relações entre instituições e mercados, organizações e sociedade. No âmbito das atuais tendências de relacionamento, verifica-se a aproximação dos interesses das organizações e os da sociedade resultar em esforços múltiplos para o cumprimento de objetivos compartilhados.
Sendo assim os primeiros estudos que tratam da responsabilidade social tiveram início nos Estados Unidos, na década de 50, e na Europa, nos anos 60. As primeiras manifestações sobre este tema surgiram, no início do século, em trabalhos de Charles Eliot (1906), Arthur Hakley (1907) e John Clarck (1916). No entanto, tais manifestações não receberam apoio, pois foram consideradas de cunho socialista. Foi somente em 1953, nos Estados Unidos, com o livro Social Responsabilities of the Businessman, de Howard Bowen, que o tema recebeu atenção e ganhou espaço. Na década de 70, surgiram associações de profissionais interessados em estudar o tema: American Accouting Association e American Institute of Certified Public Accountants. É a partir daí que a responsabilidade social deixa de ser uma simples curiosidade e se transforma num novo campo de estudo. A responsabilidade social revela-se então um fator decisivo para o desenvolvimento e crescimento das empresas.
Segundo o Livro Verde da Comissão Europeia (2001), a responsabilidade social é um conceito segundo o qual, as empresas decidem, numa base voluntária, contribuir para uma sociedade mais justa e para um ambiente mais limpo. Com base nesse pressuposto, a gestão das empresas não pode, e/ou não deve, ser norteada apenas para o cumprimento de interesses dos proprietários das mesmas, mas também pelos de outros detentores de interesses como, por exemplo, os trabalhadores, as comunidades locais, os clientes, os fornecedores, as autoridades públicas, os concorrentes e a sociedade em geral. Afirma Carlos Cabral-Cardoso (2002) que o conceito de responsabilidade social deve ser entendido a dois níveis. O nível interno relaciona-se com os trabalhadores e, mais genericamente, a todas as partes interessadas afetadas pela empresa e que, por seu turno, podem influenciar no alcance de seus resultados. O nível externo tem em conta as conseqüências das ações de uma organização sobre os seus componentes externos, nomeadamente, o ambiente, os seus parceiros de negócio e meio envolvente. Fatores que originaram o conceito a RSE São diversos os fatores que deram origem à necessidade de se observar uma responsabilidade acrescida das organizações. Num contexto da globalização e de mutação industrial em larga escala, emergiram novas preocupações e expectativas dos cidadãos, dos consumidores, das autoridades públicas e dos investidores. Os indivíduos e as instituições, como consumidores e/ou como investidores, adotam, progressivamente critérios sociais nas suas decisões (ex: os consumidores recorrem aos rótulos sociais e ecológicos para tomarem decisões de compra de produtos). Os danos causados ao ambiente pelas atividades econômicas, (ex: marés negras, fugas radioativas) tem gerado preocupações crescentes entre os cidadãos e diversas entidades coletivas, pressionando as empresas para a observância de requisitos ambientais e exigindo a entidades reguladoras, legislativas e governamentais a produção de quadros legais apropriados e a vigilância da sua aplicação. Os meios de comunicação social e as modernas tecnologias da informação e da comunicação têm sujeitado a atividade empresarial e econômica a uma maior transparência. Daqui tem resultado um conhecimento mais rápido e mais profundo das ações empresariais – tanto as socialmente irresponsáveis (nefastas) como as que representam bons exemplos (e que, por isso, são passíveis de imitação) – com consequências notáveis na reputação e na imagem das empresas.
Face ao atual contexto econômico débil, muitas empresas começaram a implementar e a desenvolver a sua responsabilidade social, oferecendo os seus produtos ou serviços a classes mais carenciadas. Potenciam o seu aumento de notoriedade empresarial ao contribuírem na ajuda social, conceito muito em voga e por outro lado, desta forma publicitam gratuitamente.

## Visões de responsabilidade social
De acordo com Melo Neto e Froes (2001), a melhor maneira de analisar o conceito de responsabilidade social empresarial é identificando as diversas visões existentes, apresentadas a seguir:
- A responsabilidade social como atitude e comportamento empresarial ético e responsável: É dever e compromisso da organização assumir uma postura transparente, responsável e ética em suas relações com os seus diversos públicos (governo, clientes, fornecedores, comunidade, etc.)

- A responsabilidade social como um conjunto de valores: Não incorpora apenas conceitos éticos, mas uma série de outros conceitos que lhe proporciona sustentabilidade, como por exemplo, autoestima dos funcionários, desenvolvimento social e outros.

- A responsabilidade social como postura estratégica empresarial: A busca da responsabilidade social é vista como uma ação social estratégica que gera retorno positivo aos negócios, ou seja, os resultados são medidos através do faturamento, vendas e market share.

- A responsabilidade social como estratégia de relacionamento: Voltado na melhoria de qualidade do relacionamento com seus diversos públicos-alvo, a responsabilidade social é usada como estratégia de marketing de relacionamento, especialmente com clientes, fornecedores e distribuidores.

- A responsabilidade social como estratégia de marketing institucional: O foco está na melhoria da imagem institucional da empresa. São os ganhos institucionais da condição de empresa-cidadã que justificam os investimentos em ações sociais encetadas pela empresa.

- A responsabilidade social como estratégia de valorização das ações da empresa (agregação de valor): Para Georgete Pereira, “a reputação de uma empresa e o valor de suas ações no mercado andam juntos” (CECATO, 2000 apud MELO NETO E FROES, 2001, p.40). Uma pesquisa feita por esta organização identificou que 70% do valor de mercado de uma empresa dependem de seus resultados financeiros. Os outros 30% dependem da sua reputação no mercado.

- A responsabilidade social como estratégia de recursos humanos: As ações são focadas nos colaboradores e nos seus dependentes, com o objetivo de satisfazê-los e conseqüentemente reter seus principais talentos e aumentar a produtividade.

- A responsabilidade social como estratégia de valorização de produtos/serviços: O objetivo não é apenas comprovar a qualidade dos produtos/serviços da empresa, mas também proporciona-lhes o status de “socialmente corretos”.

- A responsabilidade social como estratégia de inserção na comunidade: A empresa busca aprimorar suas relações com a comunidade e a sociedade e também a definição de novas formas de continuar nela inserida.

- A responsabilidade social como estratégia social de desenvolvimento na comunidade: A responsabilidade social é vista como uma estratégia para o desenvolvimento social da comunidade.  Dessa forma, a organização passa a assumir papel de agente do desenvolvimento local, junto com outras entidades comunitárias e o próprio governo.

- A responsabilidade social como promotora da cidadania individual e coletiva: A empresa, mediante suas ações, ajuda seus colaboradores a se a tornarem verdadeiros cidadãos e contribui para a promoção da cidadania na sociedade e na comunidade.

- A responsabilidade social como exercício de consciência ecológica: A responsabilidade social é vista como responsabilidade ambiental. A empresa investe em programas de educação e preservação do meio ambiente, e conseqüentemente, torna-se uma difusora de valores e práticas ambientalistas.

- A responsabilidade social como exercício de capacitação profissional: Neste caso, o exercício de responsabilidade social se dá com a capacitação profissional dos membros da comunidade e empregados da empresa.

- A responsabilidade social como estratégia de integração social: Esse conceito parte do pressuposto de que o maior desafio histórico da nossa sociedade atual é o de criar condições para que se atinja a efetiva inclusão social no país.
- Responsabilidade Social tem um conceito amplo, com muitos significados e sinônimos, cidadania corporativa, desenvolvimento sustentável, crescimento sustentável, sustentabilidade, capitalismo sustentável, filantropia empresarial, marketing social e ativismo social empresarial. Todos estes desfechos referem-se em geral ao conjunto de ações estabelecidas por empresas em relação a sociedade que transitam a esfera direta da sua atividade econômica ( Joana Garcia,2004).

- A responsabilidade social de uma empresa melhora a sua comunicação com a sociedade por uma simples razão: a partir do momento em que a empresa está convencida do seu papel social e se orienta para a melhoria contínua dessa sociedade, este esforço resulta apenas num constante fortalecimento, que aumenta e reforça o seu conceito junto dessa mesma sociedade.

Percebe-se então que inúmeras são as interpretações e definições de Responsabilidade Social Empresarial, e que cada empresa acaba atuando de uma forma perante si e a sociedade. Em geral, não há um significado preciso de responsabilidade social, surgindo assim, conhecimentos teóricos com diferentes conceituações – responsabilidade social como obrigação social ( Friedman, 1970); responsabilidade social como aprovação social (Davis e Blomstrom, 1975) e responsabilidade social como abordagem sistêmica dos stakeholders (Zadek, 1998).

## Críticas, debates e preocupações
Os críticos da RSE (Responsabilidade Social Empresarial), debatem com os seus defensores uma série de preocupações relacionadas com o seu âmbito. Inclui entre outras a relação da RSE como propósito fundamental e a natureza dos motivos de negócios, bem como a questionabilidade dos motivos para a prática de RSE, incluindo as preocupações sobre falsidade e hipocrisia.
Atualmente a temática Responsabilidade Social e as suas implicações é muito comentada. Mas o que é Responsabilidade Social em sua essência? O que compreende em um todo? O que levou ao seu aparecimento? Qual a importância RSE, hoje, para as empresas e a sociedade? Qual é o papel da RSE nas empresas ? Qual é a responsabilidade das empresas defronte dos problemas sociais e ambientais que a sociedade encara?

## Natureza do negócio
Milton Friedman e outros têm argumentado que objectivo da empresa é maximizar o retorno aos seus acionistas, e que já que só as pessoas podem ter responsabilidade social, as empresas são responsáveis apenas perante os seus acionistas e não para a sociedade como um todo. Apesar de aceitar que as empresas devem obedecer às leis dos países em que atuam, eles afirmam que as empresas não têm outra obrigação para a sociedade. Algumas pessoas percebem que a RSE é incongruente com a própria natureza e finalidade do negócio, e de facto um obstáculo ao comércio livre.
Aqueles que afirmam que a RSE é incompatível com o capitalismo, mas em favor do neoliberalismo argumentam que as melhorias na saúde, longevidade e / ou de mortalidade infantil foram criadas pelo crescimento econômico atribuído à livre iniciativa.
Os críticos desse argumento entendem que o neoliberalismo se opõe ao bem-estar da sociedade e é um obstáculo à liberdade humana. Eles afirmam que o tipo de capitalismo praticado em muitos países em desenvolvimento é uma forma de imperialismo econômico e cultural, destacando que esses países normalmente têm menos proteção do trabalho e, portanto, os seus cidadãos estão em maior risco de exploração por empresas multinacionais .
Entre estes dois pólos existe uma grande variedade de posições. Muitas tradições religiosas e culturais sustentam que a economia existe para servir os seres humanos, pelo que todas as entidades econômicas têm uma obrigação para a sociedade. Além disso, muitos defensores da RSE apontam as potencialidades para melhorar significativamente, a longo prazo, a rentabilidade das empresas, pois reduz os riscos e ineficiências, oferecendo uma série de vantagens, tais como a reputação da marca e maior envolvimento dos colaboradores.
Estudiosos inferem que as empresas que investem no social e acompanham a moda tanto mercadológica quanto legal, estão alterando seus próprios conceitos, pois evoluem a qualidade de vida dos seus funcionários, da colectividade e, como resultado, tem maior produtividade e aceitação social.

## Motivos
Alguns críticos acreditam que os programas de RSE são realizadas por empresas para distrair o público de questões éticas decorrentes de suas operações centrais. Eles argumentam que algumas empresas começam programas de RSE para o benefício comercial que beneficiam com o aumento da sua reputação com o público ou com o governo. Eles sugerem que as empresas que existem apenas para maximizar os lucros são incapazes de defender os interesses da sociedade como um todo.
Críticos preocupados com a hipocrisia e falsidade corporativa geralmente sugerem que uma regulação, aplicação e fiscalização internacionais, ao invés de medidas voluntárias, é que são necessárias para garantir que as empresas se comportem de forma socialmente responsável. Outros, como Patricia Werhane, argumentam que a RSE deve ser considerado mais como uma responsabilidade corporativa moral, e limitar o alcance da RSE, centrando-se mais sobre os impactos diretos da organização, visto através de uma perspectiva de sistemas para identificar as partes interessadas.
Luiz Ramos, um dos maiores especialistas brasileiros em Segurança, Meio Ambiente e Responsabilidade Social, que atualmente vem desenvolvendo um amplo trabalho de preparação de empresas visando certifica-las  em diferentes Normas Auditáveis, atuando em cidades como São Paulo, Curitiba, Rio de Janeiro, Porto Alegre e outras,  escreveu em artigo publicado recentemente que  “emparedados, canalizados, esgotados (em todos os sentidos que esta palavra permite), ainda assim os rios resistem”. Busco nesta frase do excelente autor uma forma de mostrar a importância de reciclar os conhecimentos, aprimorando os conceitos de Cultura Organizacional (resistência; luta; domínio!) para a implementação da Responsabilidade Social não como um modismo, mas como uma bandeira inquestionável. Como um valor presente e irremovível!
No artigo “Corporate Social Responsibility” (CARROLL, 1999), demonstrou que na literatura, o conceito de responsabilidade social é o mesmo no passado e no presente; o que mudou são as questões encaradas pelas empresas e as práticas de responsabilidade social, principalmente porque a sociedade mudou e as empresas mudaram, e, consequentemente, as relações entre a sociedade e as empresas.
As organizações que implementam a RSE beneficiam da proteção e fortalecimento da imagem da marca e da sua reputação, favorecendo a imagem da organização, pois a credibilidade passa a ser uma importante vantagem, um diferencial competitivo no mundo globalizado.
A responsabilidade Social Empresarial gera a atração de investidores, uma vez que muitos investidores individuais e institucionais percebem que o retorno é garantido nas empresas socialmente responsáveis e a dedução fiscal, onde as empresas podem abater nos impostos, o valor utilizado em atividades sociais.

## O consumo ético
O aumento da popularidade do consumo ético nas últimas duas décadas pode estar ligada à ascensão da RSE. Os consumidores estão cada vez mais conscientes das implicações ambientais e sociais das suas decisões de consumo do dia-a-dia e, portanto, começam a tomar decisões de compra em que é fator decisório as suas preocupações ambientais e éticas. No entanto, esta prática está longe de ser coerente ou universal.
Segundo alguns estudiosos a ética é um fator importante na garantia da competitividade das empresas. A Responsabilidade Social é a ética que vêm movimentando um grande número de organizações, caso que deve servir de reflexão, pois, mostra ser o caminho a percorrer para a sustentabilidade, para o êxito empresarial e a edificação de uma sociedade mais desenvolvida e justa.

## A globalização e as forças de mercado
Responsabilidade Social Empresarial é um dos novos fenômenos de mercado proveniente da globalização da economia. Ao longo dos ciclos históricos, tivemos a empresa orientada sucessivamente para o produto, para o mercado e depois para o cliente. Agora a empresa encontra-se orientada para o social.
Conforme as empresas procuram crescer através da globalização, elas têm encontrado novos desafios que impõem limites ao seu crescimento e lucros potenciais. As regulamentações dos governos, as tarifas, as restrições e normas ambientais diferentes do que constitui a "exploração do trabalho" são problemas que podem custar milhões de euros às organizações. Algumas questões éticas são vistas simplesmente como um estorvo caro, enquanto algumas empresas utilizam metodologias RSE como uma táctica estratégica para obter apoio público para a sua presença nos mercados globais, ajudando-as a sustentar uma vantagem competitiva usando suas contribuições sociais para proporcionar um nível subconsciente de publicidade. (Fry, Keim, Meiners 1986,) A concorrência global coloca uma grande pressão sobre as empresas multinacionais para analisar não só as suas próprias práticas de trabalho, mas os de toda a sua cadeia, a partir de uma perspectiva de RSE.